# ISOHDFS 27
ISOHDFS 27은 큰부리새자리에 위치한 거대 나선 은하이다. 이전에 가장 무거운 나선 은하였던 UGC 12591보다 더 무거우며, 그 질량은 우리 은하의 네 배에 달한다. 지구에서의 거리는 60억 광년이다.